# بنك الطعام

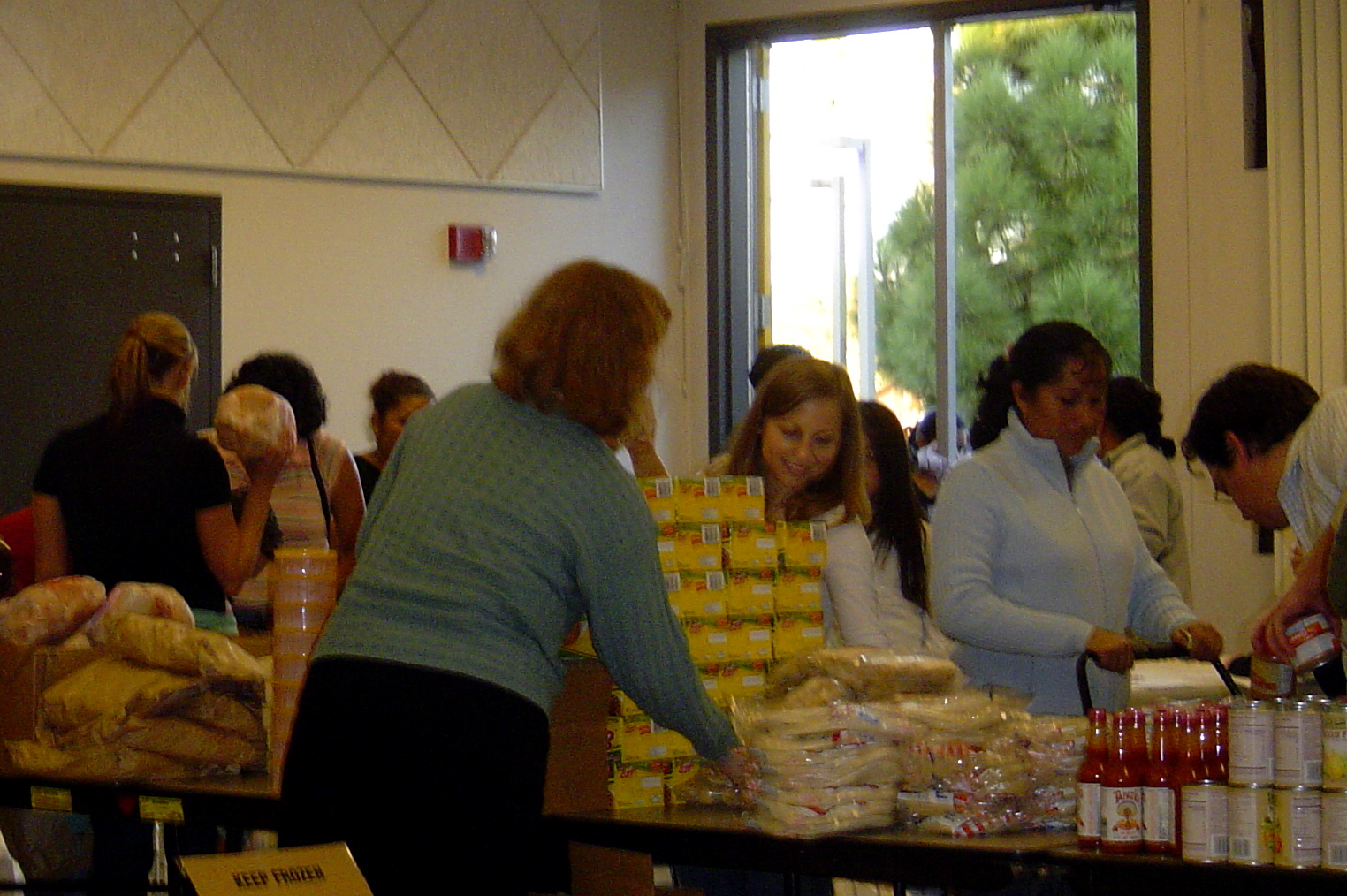
متطوعون يقومون بتوزيع الطعام في بنك طعام تديره مؤسسة Feeding America

يعد بنك الطعام مؤسسة خيرية غير ربحية تقوم بتوزيع الطعام على هؤلاء الذين لديهم صعوبة في شراء ما يكفي من الطعام لتجنب الجوع.
في أمريكا الشمالية وأستراليا، تعمل بنوك الطعام عادة كمستودعات لتخزين الطعام وتعمل أيضًا كمخازن للوكالات الرائدة الصغيرة التي عادة لا توزع بنفسها الطعام مباشرة للجوعى. وبعد جمع الطعام وفرزه والتأكد من جودته، يقوم البنك بتوزيعه للمؤسسات الغير ربحية أو الوكالات الحكومية، بما في ذلك مخازن الطعام ، وخزائن الطعام ، ومطاعم الفقراء، والملاجئ، ودور الأيتام، والمدارس. أما خارج أمريكا الشمالية وأستراليا، غالبًا ما يوجد نظام «الخط الأمامي»، وبنوك الطعام التي تتبع هذا النظام تعطي الغذاء مباشرة إلى المستفيدين النهائيين. وبالنسبة لكلا النظامين، يعد أكبر مصدر للطعام هو المزارعين الربحيين، والمصنعين، والموزعين، وتجار التجزئة الذين لديهم فائض في الطعام لا يستطيعون بيعه. وتتلقى أيضَا بعض البنوك نسبة كبيرة  من الطعام من متبرعين أفراد ومتطوعين. يوجد تداخل كبير بين تلك المجالات مع إنقاذ الطعام والتقاطه.

## التأسيس
تم تأسيس أول بنك طعام في العالم بالولايات المتحدة الأمريكية عام 1967، ومنذ ذلك الحين تم إنشاء الآلاف حول العالم. في أروربا، والتي كان لديها حتى وقت قريب عدد قليل من هذه البنوك بسبب أنظمة الرعاية الاجتماعية واسعة النطاق، ازداد عدد هذه البنوك بعد الزيادة العالمية في أسعار المواد الغذائية  في أواخر عام 2006، وأيضًا بعد الأزمة المالية التي حدثت في الفترة من 2007 إلى 2008 بسبب التدهور الاقتصادي الذي حدث للأشخاص ذوي الدخل المنخفض.
وقد حظى نمو بنك الطعام بترحيب واسع خاصة من الذين ينتمون إلى التيارات السياسية اليمينية، ولكن أيضًا كثير من اليساريين يروا هذه البنوك كدليل على وجود مجتمع نشط مستقل عن الدولة. ومع ذلك، فقد أعرب عدد من الأكاديميين والمعلقين عن قلقهم بسبب ارتفاع عدد بنوك الطعام الذي قد يؤدي إلى  ضعف الدعم السياسي في توفير الرعاية الاجتماعية. وأفاد عدد من الباحثين إلى أن هذه البنوك قد لا تكون على قدر من الكفاءة مقارنة بالخدمات الي تديرها الدولة، وأن بعض الناس قد يشعروا بالخجل بسبب اضطرارهم لاستخدام هذه البنوك.

## النموذج القياسي
ومع وجود العديد من بنوك الطعام التي تعمل حول العالم، يوجد العديد من النماذج.
الفرق الرئيسي الذي يميز بنوك الطعام هو إذا كانوا يعملون على «الخط الأمامي» أي يوزعون الطعام مباشرة إلى الجوعى، أو أنهم يعملون على نظام "المخازن" أي يمدون الطعام إلى الوسطاء مثل مخازن الطعام، مطاعم الفقراء، أو منظمات «الخط الأمامي». وفي الولايات المتحدة  الأمريكية، وأستراليا، وإلى حدٍ ما في كندا، فإن النموذج القياسي لبنوك الطعام هو العمل كمخازن للطعام وليس كمورد للطعام للمستخدمين النهائيين، على الرغم من وجود استثناءات. وفي بلدان أخرى، تقوم بنوك الطعام عادة بتوزيع الغذاء مباشرة على المستخدمين النهائيين، مما يوفر الخدمة التي تقدمها الولايات المتحدة في مخازن الطعام.
وهناك سمة أخرى فارقة وهي النماذج الخيرية ونماذج نقابة العمال. وعلى الأقل في الولايات المتحدة وكندا، تضع بنوك الطعام التي تديرها المؤسسات الخيرية وزناً أكبر نسبياً على إنقاذ الغذاء الذي كان من الممكن أن يهدر وعلى تشجيع التطوعية، في حين أن تلك البنوك التي تديرها النقابات تركز بقدر أكبر على توفير الغذاء للأشخاص الجوعى  بأي وسيلة ممكنة، وتركز أيضًا على توفير فرص العمل للعاطلين، وعلى التعليم خصوصًا تعليم الناس حقوقهم المدنية.
وفي الولايات المتحدة، غالبًا ما يكون لدى كل مدينة بنك طعام واحد يعمل كمخزن مركزي للطعام، ويعمل في تزويد عدة مئات من وكالات «الجهات الأمامية». ومثل بنك الدم، يعمل هذا المخزن كنقطة واحدة لتجميع التبرعات الغذائية. يعمل بنك الطعام في كثير من الأحيان كموزع للطعام هادف للربح، ولكنه في هذه الحالة يقوم بتوزيع الطعام على المؤسسات الخيرية وليس على تجار التجزئة. وفي كثير من الأحيان، لا تدفع المؤسسات الخيرية رسوم مقابل هذه المنتجات، ولكن بعض بنوك الطعام تتقاضى رسوم قليلة «للصيانة المشتركة» لأجل المساعدة في تحمل تكاليف التخزين والتوزيع.

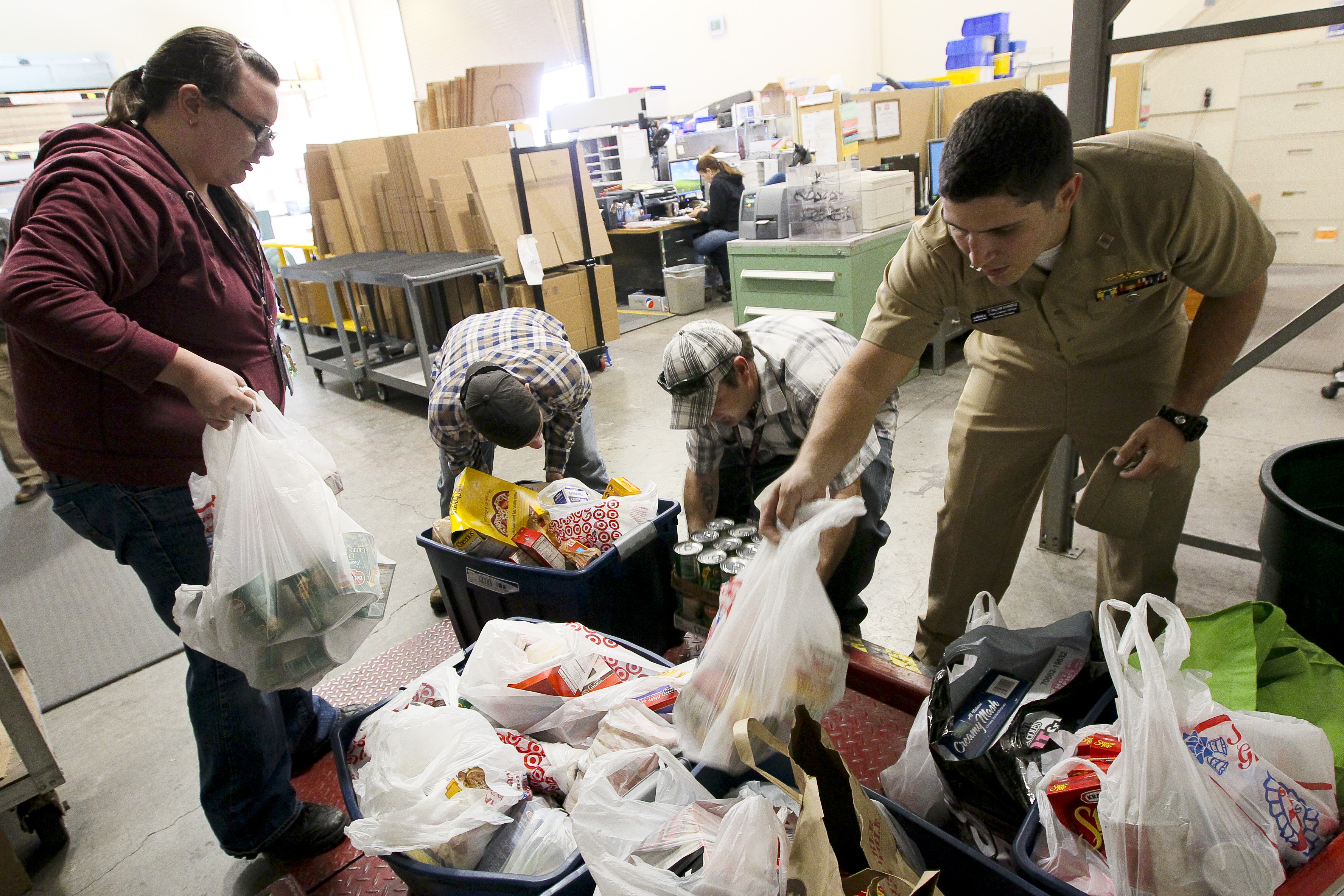
متطوعون يقومون بوزن الطعام الذي تم التبرع به

وبالنسبة للكثير من بنوك الطعام الأمريكية، فإن معظم الطعام الذي يتم التبرع به يأتي من الطعام المتبقي لدى الشركات الهادفة للربح، ومن الممكن أن يأتي أيضًا من أي جزء من السلسلة الغذائية مثل: من المزارعين الذين زرعوا الكثير من الطعام الذي لا يبدو جذابًا بشكل كاف، أو من المصنعين والتجار الذين لديهم فائض في السلع. وفي معظم الأحيان، يكون المنتج قد أوشكت صلاحيته على الانتهاء، وفي مثل هذه الحالات، يقوم بنك الطعام بالتنسيق مع قطاع الصناعات الغذائية ومع المنظمين للتأكد من أن الغذاء آمن وقانوني للتوزيع والتناول.
ومن المصادر الأخرى للحصول على طعام هي عامة الناس وذلك من خلال حملات التبرعات، والبرامج الحكومية التي تشتري وتوزع المنتجات الزراعية الزائدة وذلك لدعم ارتفاع أسعار السلع الأساسية. ويمكن أيضًا لبنوك الطعام شراء الأغذية إما بأسعار السوق أو من تجار الجملة والتجزئة بأسعار منخفضة. وفي بعض الأحيان، يسمح المزارعين للتجار بإرسال جامعي البذور لإنقاذ المحاصيل المتبقية مجانًا في حال انتهاء موسم الحصاد الأساسي. حتى أن بعض البنوك الطعام قد اشتروا بعض من هذه المزارع، ولكن هذه المبادرة باءت بالفشل.
إن الكثير من بنوك الطعام لا تقبل الأطعمة الطازجة مُفضِلة الأغذية المعلبة أو المعبأة بسبب مخاوف تتعلق بالصحة والسلامة، بالرغم من أن البعض حاول تغيير هذا كجزء من الوعي العالمي المتزايد تجاه التغذية، فعلى سبيل المثال في سنة 2012 قام بنك طعام لندن بكندا بقبول الأغذية سريعة التلف، وأفاد البنك أنه بالإضافة إلى الفوائد الصحية الواضحة، كانت هناك فوائد عاطفية ملموسة عندما تم إعطاء المستخدمين طعام طازج.
من الممكن أن يكون الصيف وقتًا مليئًا بالتحديات بالنسبة إلى بنوك الطعام، خاصة في المناطق التي يعطى فيها الأطفال عادة وجبات مجانية يوميًا خلال فترة الدراسة. إن تزايد عدد الطلبات من الممكن أن يتزامن مع وقت انخفاض نسبة التبرعات بسبب العطلة الرسمية للمواطنين.